# Palacio Paz

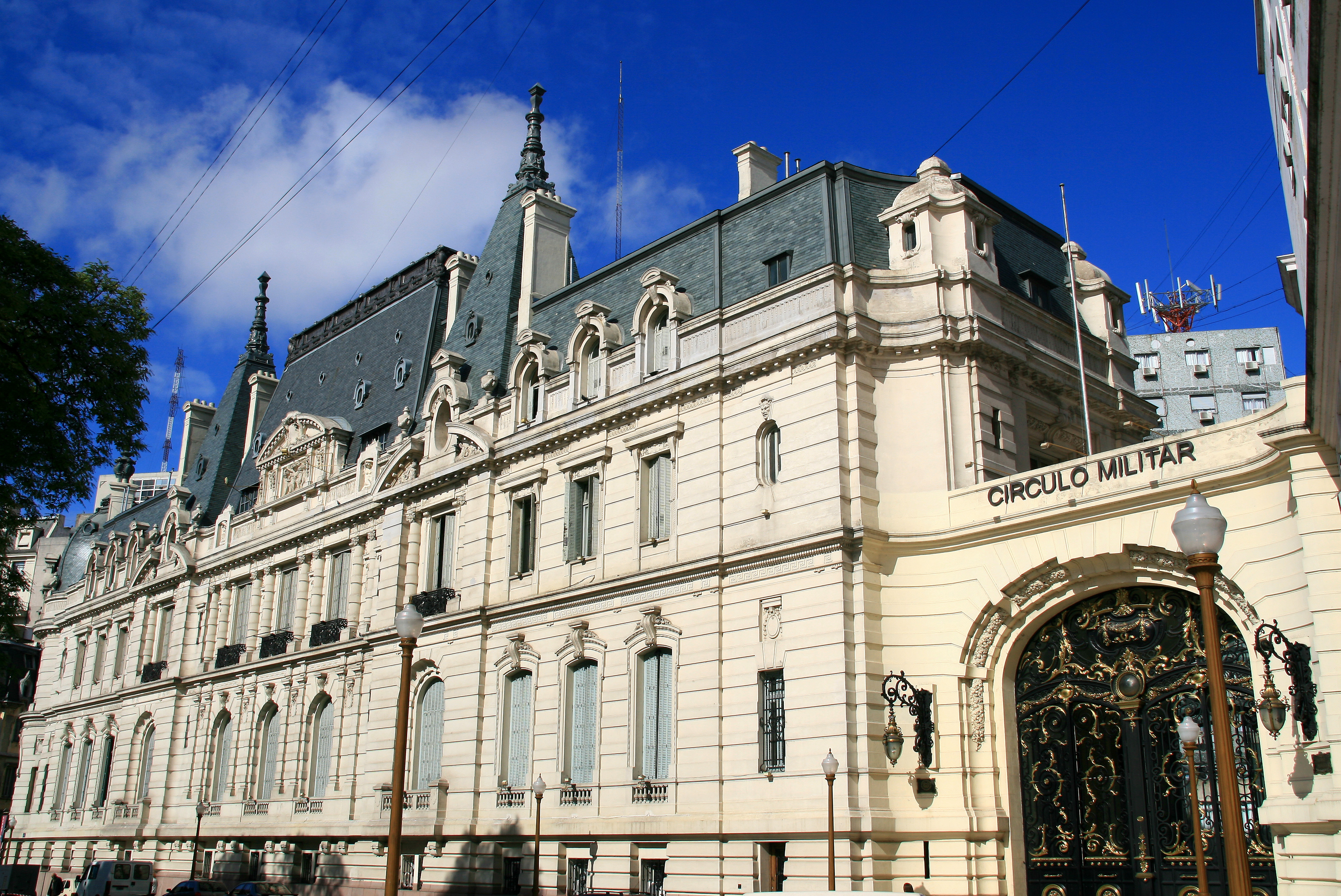
Palacio Paz

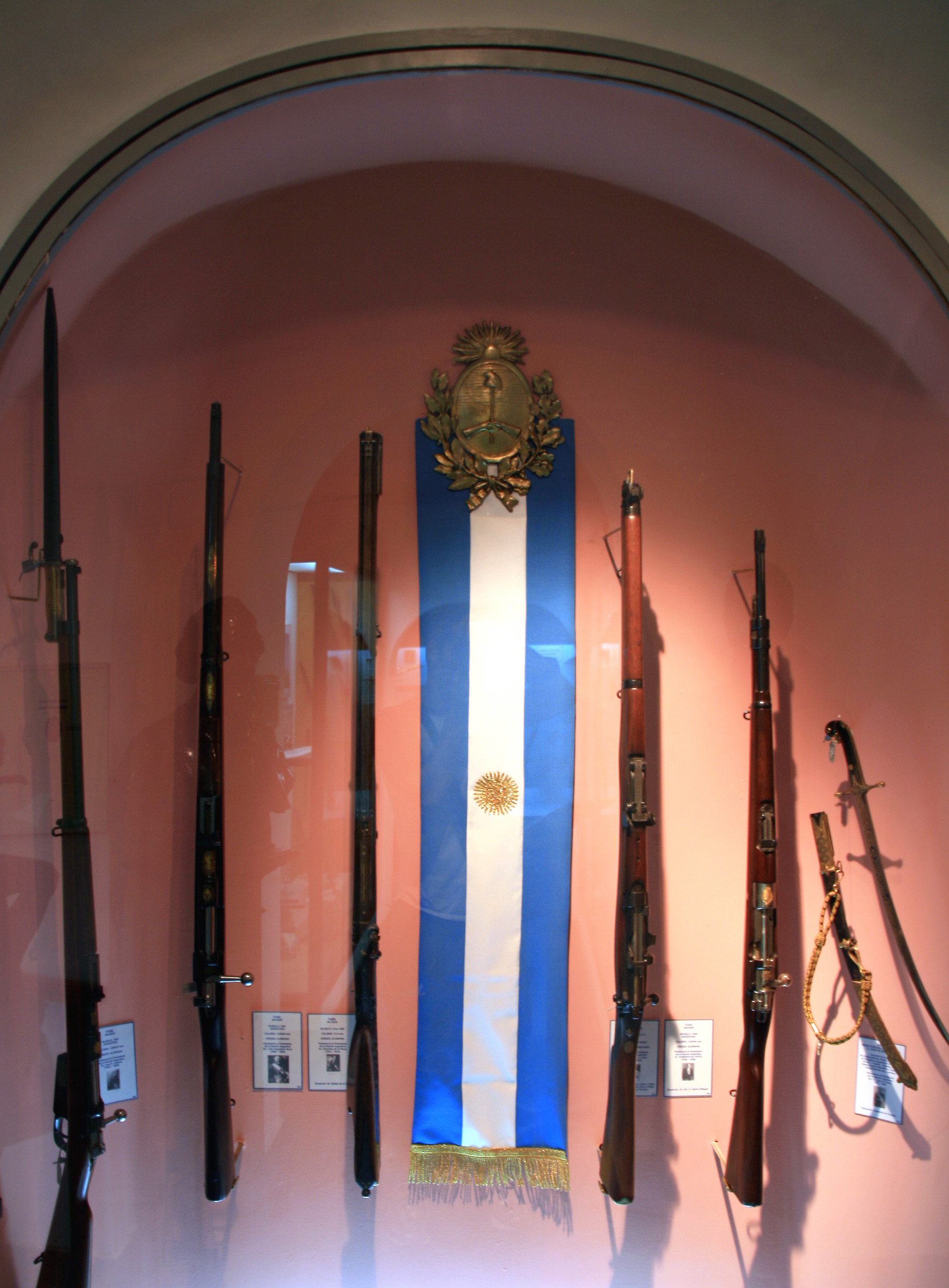
Gewehre aus der Zeit der Unabhängigkeitskriege im Museum

Der Palacio Paz ist ein ehemaliges herrschaftliches Wohnhaus in der argentinischen Hauptstadt Buenos Aires. Der Palacio befindet sich an der Plaza General San Martín, im Stadtteil Retiro.
Heute ist dort der Círculo Militar, eine Offiziersvereinigung, sowie das Museo de Armas de la Nación, das nationale Waffenmuseum, untergebracht. Das Museum ist für die Öffentlichkeit zugänglich, der Palacio selbst kann im Rahmen geführter Touren besichtigt werden.
Das Bauwerk wurde zwischen 1902 und 1914 von dem französischen Architekten Louis Sortais erbaut. Auftraggeber war José Clemente Paz, der Eigentümer der Tageszeitung La Prensa. Das Gebäude wurde komplett aus französischen Materialien errichtet, die zu diesem Zweck nach Argentinien importiert wurden. Seit 1938 ist der Palacio Paz Sitz der Offiziersvereinigung. Deren Kulturstiftung unterhält das Gebäude als ein Museum, das auch Veranstaltungsort für Lesungen, Ausstellungen und Konzerte ist.

## Nationalmuseum für Waffen
Im Palacio Paz ist außerdem das Nationalmuseum für Waffen untergebracht. Es ist Argentiniens wichtigstes Waffenmuseum und wurde 1941 eröffnet. In den 15 Räumen ist die Sammlung chronologisch und nach Herkunft ausgestellt. Zu den ältesten Stücken gehören eine Kettenrüstung, die einem  byzantinischen Kaiser gehörte, eine Armbrust, Keulen und Schwerter. Zu sehen sind auch viele Banner und Waffen aus der Zeit der Unabhängigkeitskriege und moderne Artillerie. 